# مسجد جلفالار
مسجد جلفالار (ترکی آذربایجانی: Culfalar məscidi) یک مسجد در تقاطع خیابان‌های حاجی بیگ‌اف و س.عسگروف محله جلفالار شهر شوشی است. محله جلفالار یکی از ۱۷ محله کل شهر و یکی از ۹ محله پایین شهر شوشی است. مسجد جلفلار یکی از هفده مسجدی بود که در اواخر سده نوزدهم میلادی در شوشی فعالیت می کرد. این بنا در کنار مسجد جامع گوهریه یوخاری و مسجد جامع گوهریه از ارزشمندترین آثار شوشی به شمار می‌رفت. مناره و طراحی بیرونی مسجد جلفالار با پلان مستطیل شکل بنای مسجد محله‌ای مانند مسجد چوخور محله و مسجد حاجی یوسف‌لی بود اما فضای داخلی کاملاً مطابق با معماری مذهبی اسلامی بود.